# هوبرت لافاييت سون
هوبرت لافاييت سون (بالإنجليزية: Hubert Lafayette Sone)، ويُعرف في الصين باسم سونغ شو-به (宋煦伯)، كان مبشّرًا ميثوديًا أمريكيًا وعالم لاهوت مسيحي عمل في الصين خلال النصف الأول من القرن العشرين. وُلد في 7 يونيو 1892 وتوفي في 8 سبتمبر 1970.

## حياته المبكرة وتعليمه
وُلد سون في ولاية تكساس بالولايات المتحدة، ونشأ في بيئة بروتستانتية محافظة. التحق بجامعة ساوثرن ميثوديست (Southern Methodist University)، حيث درس الفلسفة واللاهوت، ثم حصل على درجة الماجستير في اللاهوت من إحدى الكليات الدينية الميثودية في الولايات المتحدة.
بعد إنهاء دراسته، قرر الانضمام إلى الخدمة التبشيرية وسرعان ما تم إيفاده إلى الصين في إطار جهود الكنيسة الميثودية لنشر التعليم والخدمات الطبية والاجتماعية هناك.

## نشاطه في الصين
خلال فترة عمله التبشيري، عمل سون أستاذًا للعهد القديم في معهد نانجينغ اللاهوتي. وفي عام 1937، خلال الاجتياح الياباني للصين وما تلاه من مجزرة نانجينغ، كان من بين مجموعة صغيرة من الأجانب الذين اختاروا البقاء في المدينة رغم الخطر الكبير، وكرّسوا جهودهم لمساعدة الضحايا الصينيين وتوثيق الجرائم.
انضم سون إلى لجنة منطقة أمان نانجينغ، وهي هيئة دولية شكلها بعض الأجانب بهدف حماية المدنيين من الاعتداءات اليابانية، وكان زميلًا لعدد من الأعضاء البارزين مثل جون راب. تولى سون مهام "مفوض مساعد للأغذية"، وساهم في تنظيم الإمدادات الغذائية وتوزيعها على اللاجئين.
في 18 فبراير 1938، تغيّر اسم اللجنة إلى "لجنة نانجينغ الدولية للإغاثة"، وبعد مغادرة جورج فيتش، تم انتخاب سون كمدير للجنة.

## التكريم
تقديرًا لجهوده الإنسانية خلال مجازر نانجينغ، منحه الحكومة الصينية وسام "الياقوتة الزرقاء"، إلى جانب ثلاثة عشر أمريكيًا آخرين، اعترافًا ببطولتهم ودعمهم للشعب الصيني في تلك المرحلة العصيبة.

## وفاته
توفي هوبرت لافاييت سون في 8 سبتمبر 1970 عن عمر ناهز 78 عامًا.